# Relaciones Guatemala-Palestina
Las relaciones Guatemala-Palestina son las relaciones internacionales entre Palestina y Guatemala. Los dos países no han establecido relaciones diplomáticas entre sí.
Guatemala siempre ha sido un socio muy importante con Israel, por lo que no se había pronunciado anteriormente sobre entablar relaciones diplomáticas o reconocer al Estado Palestino. Guatemala reconoció al Estado Palestino en noviembre de 2013, lo que causó la condena de Israel por el reconocimiento. Guatemala reconoció a Palestina, por solicitud del canciller Fernando Carrera, aduciendo que «las iniciativas de diálogo y paz de la comunidad internacional para una salida pacífica al conflicto palestino israelí».
Posteriormente, en 2017, el presidente Jimmy Morales anunció el traslado de la embajada de Guatemala de Tel Aviv a Jerusalén, lo que causó la condena de la Autoridad Nacional Palestina y la Liga Árabe.